# HC Empor Rostock
L'Handball Club Empor Rostock è una squadra di pallamano tedesca avente sede ad Rostock.
È stata fondata nel 1954.
Nella sua storia ha vinto in ambito nazione 10 campionati della Germania Est e 7 Coppe di Germania Est; in ambito europeo ha vinto 1 Coppa delle Coppe e 1 Champions Trophy.
Disputa le proprie gare interne presso la Stadthalle Rostock di Rostock la quale ha una capienza di 4.000 spettatori.
Nella stagione 2013-2014 milita in 2. Handball-Bundesliga.

## Palmarès

### Trofei nazionali
- Campionato tedesco orientale: 10
  - 1952-53, 1953-54, 1954-55, 1955-56, 1956-57, 1967-68, 1972-73, 1977-78, 1985-86, 1986-87.
- Coppa di Germania Est: 7
  - 1979-80, 1980-81, 1984-85, 1985-86, 1986-87, 1987-88, 1988-89.

### Trofei internazionali
- Coppa delle Coppe: 1
  - 1981-82.
- Champions Trophy:1
  - 1982-83.